# Tom Ikimi
 (mai 2023).
Tom Ikimi (né le 10 avril 1944 à Kumba) est un homme politique nigérian. Il est marié et père de trois fils et d'une fille. Il est catholique. Il a été nommé ministre nigérian des Affaires étrangères en 1995. Il est président du conseil des ministres de la CEDEAO et du comité des neuf de la CEDEAO sur le Liberia (C-9) depuis le 26 juillet 1996. 

## Biographie
Tom Ikimi est né le 10 avril 1944 à Kumba, dans la région du Sud-Ouest du Cameroun (alors Cameroun britannique) et a fréquenté au St. Joseph's College à Sasse dans la ville de Buéa de 1957 à 1961. Il a été l'un des premiers étudiants du Midwestern Polytechnic à Auchi (devenu Auchi Polytechnic dans l'État d'Edo) pour son enseignement technique de janvier 1966 à décembre 1967 (bâtiment et génie civil), où il a obtenu un diplôme national. Il est l'un des premiers membres de l'Union des étudiants, un sportif passionné qui a créé le club d'athlétisme de l'université.
Il suit une formation professionnelle en architecture à l'université Ahmadu Bello, à l'école d'architecture de Zaria, de 1968 à 1973, où il obtient le diplôme de B. Arch (Hons). Ikimi est membre du syndicat étudiant et de l'Union nationale des étudiants nigérians (NUNS). Fin 1970, lors de la convention de la NUNS à Zaria, il a présenté la motion visant à réintégrer les Eastern Unions dans la NUNS à la fin de la guerre civile.
Il a été l'un des premiers membres du National Youth Service Corps à Ibadan, dans l'ouest du Nigeria, en 1973-1974. Architecte au sein du cabinet de planification qui deviendra IBRU Vaughan Richards & Partners, Lagos, de 1974 à 1977, il devient associé en 1975. Il a créé son propre cabinet, Tom Ikimi Design Company, en mai 1977 et a exécuté un certain nombre de projets privés et commerciaux à l'intérieur et à l'extérieur du Nigeria (1977-1993). Il a ensuite remporté le concours international pour le nouveau projet de bureau et de centre de conférence de l'OUA, à Addis-Abeba, en Éthiopie. Il est membre de l'Institut nigérian des architectes (FNIA) et a des intérêts commerciaux dans la construction, le commerce et l'agriculture.

## Fonctions occupées
Membre de l'Assemblée constituante de 1988 à 1989, membre de la commission du chapitre 2 « Objectifs fondamentaux et principes directeurs de la politique de l'État ». Président national du parti de la convention républicaine nationale de 1990 à 1992.
Conseiller spécial du chef de l'État, commandant en chef, le général Sani Abacha, en février 1994, il prépare le mémo pour la création du très fructueux Fonds fiduciaire pour le pétrole (PTF). Il est nommé ministre des Affaires étrangères en mars 1995.

## Carrière politique
- Membre fondateur et membre du conseil d'administration du All Peoples Party (APP) en 1999-2001
- Accepte l'invitation à rejoindre le PDP le 22 septembre 2001. Devient président du panel de l'élection présidentielle de la convention nationale du Parti démocratique populaire (PDP) en janvier 2003. Il est le candidat du PDP à l'élection primaire d'Eagle Square qui a élu le président Olusegun Obasanjo.
- Membre fondateur et leader national du Congrès avancé des démocrates (ACD) 2005-2006, a inauguré le parti dans l'État d'Edo le 21 février 2006.
- Membre fondateur et membre du groupe parlementaire national du parti Action Congress (AC) 2006-2010. Il a mené l'Action Congress (AC) à la victoire lors des élections au poste de gouverneur de l'État d'Edo en 2007 et lors des élections de 2012.
- Président coordonnateur des pourparlers de fusion des principaux partis d'opposition ACN, ANPP et CPC. Les partis ont fusionné pour former le All Progressives Congress ([APC]) en juillet 2013. Membre du Comité exécutif intérimaire (IEC) du All Progressives Congress (APC) Vice-président national de la zone géopolitique sud juillet 2013[3].
- Se retire du Congrès des progressistes le 27 août 2014[4].